# Ramón González Peña
Ramón González Peña (Las Regueras, 11 de julio de 1888-Ciudad de México, 27 de julio de 1952) fue un minero, sindicalista y político español miembro del PSOE.

## Biografía

### Juventud
Nació en el concejo de Las Regueras, provincia de Asturias, el 11 de julio de 1888. Minero en su juventud, lo dejó para dedicarse plenamente a la política. Fue secretario general de la Federación Nacional de Mineros y afiliado al sindicato socialista UGT (Unión General de Trabajadores), en el cual ocupó diversos cargos.

### Segunda República
Durante toda la Segunda República española ocupa un escaño en las Cortes como diputado socialista por Huelva, provincia de la que fue gobernador al proclamarse el nuevo régimen. Vuelve más tarde a Asturias, donde ocupa los cargos de alcalde de Mieres y presidente de la Diputación Provincial de Oviedo.
En octubre de 1934, fue el máximo dirigente de la Revolución de Asturias. Participó directamente en el robo del Banco de España de Oviedo. Una vez reprimida la revuelta por el ejército, se escondió en la localidad de Ablaña hasta diciembre de 1934, cuando fue detenido. Juzgado en febrero de 1935, fue condenado a muerte, pero se le conmuta la pena por cadena perpetua. En mayo de 1935 la prensa informaba de la detención de su lugarteniente, apodado Víbora, acusado de dar muerte al capataz de una mina asturiana.
Tras la victoria del Frente Popular en las elecciones de 1936 es liberado y elegido nuevamente diputado.

### Guerra Civil y exilio
Durante la Guerra Civil (1936-1939) fue presidente del PSOE y del sindicato socialista UGT, y ocupó el cargo de ministro de Justicia en el segundo gobierno de Juan Negrín. Tras el final de la contienda huyó a Francia, donde actuó como vocal del SERE (Servicio de Evacuación de Refugiados Españoles), organización creada por Negrín para organizar el exilio republicano. Después marchó a México, en cuya capital falleció el 27 de julio de 1952.

## Readmisión póstuma en el PSOE
Ramón González, uno de los 36 expulsados del PSOE en 1946, con Juan Negrín a la cabeza, fue readmitido a la disciplina del Partido, a título póstumo y a todos los efectos, por resolución del 37 Congreso Federal del PSOE celebrado en Madrid en julio de 2008. Posteriormente, en otro acto celebrado en la sede del PSOE en Madrid, el 24 de octubre de 2009 recogió de manos de Alfonso Guerra y Leire Pajín (Secretaria de Organización) el carnet de afiliado, por delegación familiar, Miguel Ull (uno de los promotores de la propuesta de resolución al 37 Congreso Federal) que posteriormente, el 12 de diciembre de 2009, se lo entregó a su nieta Concepción Ramos González en un acto celebrado en la sede del PSOE de México, DF.
El carnet original fue entregado a su hija viva Concepción González ante sus nietos Gabriel Comte González (único varón directo) y Monique Comte González en el año 2013 en la ciudad de Cancún (Quintana Roo, México).